# Hibla Menor
|  | Per a altres significats, vegeu «Hibla». |

Hibla Menor o Megara Hibla (en grec antic Ὕβλα ἡ μικρὰ segons Esteve de Bizanci o Ὕβλα ἡ Γερεάτις segons Pausànias) era una antiga ciutat de Sicília que estava estretament relacionada amb la colònia que Mègara havia establert a l'illa, Mègara Hiblea, i potser era la mateixa.
Hi ha discrepàncies sobre la fundació d'aquesta ciutat d'Hibla. Era una ciutat dels sículs, que els colons de Mègara van ocupar o bé en van fundar una altra molt a la vora amb el nom de Mègara Hiblea. En parlen Estrabó i els Iambes al Rei Nicomedes.
Geló de Siracusa va destruir Hibla (o Mègara Hiblea) quant feia 245 que s'havia fundat i els seus habitants van ser expulsats o traslladats a altres ciutats i el seu territori incorporat a Siracusa, diu Tucídides.
El lloc va quedar despoblat fins a l'expedició dels atenencs el 415 aC quan Làmac va proposar d'establir allí una base naval atenenca, cosa que no es va fer. L'any 414 aC els siracusans hi van construir un fortí, atacat diverses vegades pels atenencs sense èxit.
No tornen a aparèixer ni Hibla ni Mègara Hiblea fins a la Segona Guerra Púnica quan el lloc va ser ocupat pels siracusans durant la seva lluita amb Marc Claudi Marcel, i aquest general la va assaltar i la va destruir l'any 214 aC. Després va sorgir al lloc una petita ciutat que Ciceró anomenaMegaris pertanyent a Siracusa. Pomponi Mela i Plini el Vell parlen d'ella com una ciutat. Estrabó diu que el nom de Mègara ja no existia però el d'Hibla encara subsistia. Pausànias diu que formava part del territori de Catana però podia referir-se a l'altra Hibla. De fet l'anomena Hybla Gereatis.
La mel d'Hibla gaudia d'una certa fama segons Estrabó. Claudi Ptolemeu parla d'aquesta ciutat i l'anomena Megara Hyblaea i Esteve de Bizanci parla dels habitants (Hublaioi Galeotai Megareis) i Ciceró diu que els galeotae eren famosos per les seves interpretacions del somnis, qualitat que Pausànias expressament atribueix als habitants de Hybla Gereatis. Una hipòtesi és que hi havia una ciutat sícula anomenada Hibla al costat d'una grega anomenada Mègara, però el mateix Pausànias admet la dificultat de distingir les dues ciutats sicilianes amb igual nom i eludeix un pronunciament definitiu.
El lloc d'Hibla Megarea o Hibla Menor es va fixar a la desembocadura del Cantaro (antic Alabus); Tomaso Fazello al segle xvi va descriure les seves ruïnes. Però no és clar que corresponguin a l'antiga ciutat i una altra teoria les situa a tocar de la moderna Agosta, al llogaret de Melilli (nom potser derivat de mel).